# Piera Locatelli
Piera Locatelli (Milano, 9 maggio 1900 – Milano, 16 luglio 1975) è stata un medico e biochimica italiana.

## Biografia
Nel 1918 si iscrisse alla Facoltà di Medicina e Chirurgia dell'Università degli Studi di Pavia e frequentò l’Istituto di Patologia Sperimentale e di Istologia di Camillo Golgi. Qui eseguì le sue prime ricerche sperimentali e, dopo la laurea nel 1924, fu nominata prima assistente di patologia, quindi, nel 1926 aiuto, ed infine, nel 1927, libero docente di istologia e biologia generale.
Dal 1929 insegnò prima istologia a Pavia e poi, conseguita anche la libera docenza in patologia generale, insegnò tale disciplina nelle Università degli Studi di Modena e di Sassari. Nel 1942 tornò Pavia dove le fu affidata, sempre per incarico, la direzione dell'Istituto nel quale si era formata. Nel 1946 passò di ruolo come professore straordinario, e nel 1951, finalmente, fu promossa professore ordinario. Nel 1970, raggiunti i limiti di età, fu collocata a riposo e morì a Milano cinque anni più tardi. Venne tumulata in un colombaro del Cimitero Monumentale.

## Ricerche
La sua prima pubblicazione (alla fine se ne contano più di 80) risale all’età di 23 anni, quando, ancora studentessa all'Università di Pavia, studiò l'influenza del sistema nervoso sui processi di rigenerazione. Successive ricerche la portarono ad approfondire l'influenza dei nervi e dei gangli spinali sulla formazione di un arto e della coda di un animale. Scoprì che un nervo deviato sperimentalmente dalla sua posizione naturale poteva indurre un tessuto potenzialmente ancora in grado di svilupparsi a formare strutture anormali.
Tra il 1927 e il 1933 rivolse la sua attenzione ai nervi olfattivi e alla mucosa olfattiva. Seguirono studi sulla fisiologia della ghiandola tiroidea e sulla sua influenza sui fenomeni endocrinologici, in particolare nella resistenza organica alla tossina difterica.
A partire dal 1944 iniziò ad indagare l’influenza dei nervi sulla crescita patologica dei tumori studiando, in particolare, i tumori eterologhi (tumori che si originano in tessuti di tipo diverso).

## Incarichi
- Membro dell’Istituto lombardo di Scienze e Lettere e dell'Academy of Sciences di New York
- Vicepresidente dell’Accademia medico-chirurgica di Pavia

## Riconoscimenti
- Premio Lallemand (Académie des Sciences di Parigi, 1925)
- Medaglia d’oro dei benemeriti della Scuola, della Cultura e dell’Arte (2 giugno 1966)

## Pubblicazioni principali
- L’influenza del sistema nervoso sui processi di rigenerazione, «Archivio di Scienze biologiche», 5, 1924
- Sulla formazione di arti soprannumerari, «Bollettino della Società medico-chirurgica di Pavia», 38, 1924, pp. 417-419